# IC 417
IC 417, parfois connue sous le nom de nébuleuse de l'Araignée, est une grande nébuleuse en émission visible dans la constellation du Cocher. Elle est liée à l'amas ouvert Stock 8 et est le siège d'importants processus de formation d'étoiles.

## Observation
IC 417 est située dans la partie centre-sud de la constellation, dans une région très riche en champs d'étoiles et en nébuleuses, à mi-chemin entre les étoiles ι Aurigae et θ Aurigae. Dans son voisinage immédiat, on peut observer l'étoile φ Aurigae qui, avec sa magnitude de 5,08, représente une référence valable. À l'aide d'un instrument optique, il est possible de distinguer l'amas ouvert central, formé de quelques dizaines d'étoiles jusqu'à la magnitude 12 disposées en alignements et concaténations et dominées au sud par deux étoiles de magnitude 9. Le contour nébuleux, en revanche, reste invisible aux télescopes de diamètre plus diffus et peut être révélé par des photographies à longue exposition.
La meilleure période pour son observation dans le ciel du soir se situe entre les mois d'octobre et de mars et est grandement facilitée pour les observateurs situés dans les régions de l'hémisphère nord de la Terre. À des latitudes plus septentrionales, elle est circumpolaire, alors que depuis des régions comme la pointe sud de l'Amérique du Sud, elle ne peut pratiquement pas être observée.

## Vue d'ensemble
Deux grandes associations OB ont été traditionnellement identifiées dans la constellation du Cocher, alignées l'une derrière l'autre. La première est appelée Auriga OB1. À l'origine, douze étoiles de classes spectrales O et B étaient indiquées comme membres effectifs de l'association, auxquelles trois supergéantes rouges ont été ajoutées à la fin de leur cycle de vie. La distance suggérée était d'environ 1 750 pc (∼5 710 al) et l'association a donc été placée sur le bras de Persée. La seconde association est appelée Auriga OB2 et huit étoiles de classe O et B y sont associées, la plupart sur la séquence principale. Sa distance est d'environ 6 300 pc (∼20 500 al) au moins, c'est-à-dire dans une zone éloignée du disque extérieur de la Voie lactée, sur le bras du Cygne.
Selon les études les plus récentes, la situation des associations OB dans la direction du Cocher serait cependant plus complexe qu'on ne le pensait initialement : en effet, les deux principales associations identifiées seraient toutes deux formées par la somme de deux groupes stellaires distincts. Selon la définition, Auriga OB1 est en fait deux associations distinctes situées respectivement à 1 100 et 2 000 parsecs. Auriga OB2 comprend à son tour deux associations, dont la plus proche serait située à environ 3 000 pc (∼9 780 al), tandis que l'association la plus éloignée est située à environ 6 000 pc (∼19 600 al), au niveau du Bras du Cygne.

## Caractéristiques
IC 417 est située sur le bras de Persée dans une région très riche en nébuleuses, mais situées à des distances diverses. Sa distance la plus communément admise est d'environ 2 300 pc (∼7 500 al) ou tout au plus légèrement inférieure, autour de 2 050 parsecs (6 680 années-lumière), donc à courte distance du deuxième sous-groupe d'Auriga OB1. Plusieurs sources de rayonnement infrarouge sont associées à ce système de nébuleuses, dont trois ont également été cataloguées par IRAS. Les composantes stellaires de l'amas Stock 8 ont été étudiées à différentes longueurs d'onde afin de déterminer l'évolution de la région. En particulier, on a découvert que les étoiles de l'amas central ont un âge compris entre 1 et 5 millions d'années environ, ce qui indique que la formation d'étoiles a eu lieu à plusieurs reprises dans cette région. À l'est du Stock 8 s'étend un courant nébuleux riche en jeunes objets stellaires, tandis qu'à environ 13 parsecs de l'amas se trouve un second amas de protoétoiles profondément immergées dans le gaz. La masse de ces étoiles nouvellement formées est comprise entre 0,1 et 3 M☉. Le front ouest du courant est au contraire dominé par des étoiles dont l'âge est significativement plus jeune que celui des étoiles du Stock 8.
La dynamique observée dans le continuum radio révèle que le front d'ionisation des jeunes étoiles chaudes situées à l'ouest de Stock 8 n'a pas encore atteint le courant de la nébuleuse. Il est donc possible que la nébuleuse de Stock 8 ne soit pas encore en mesure d'absorber la masse de ces étoiles.